# Paul-Gerhardt-Kirche (Rheindorf)
Die Paul-Gerhardt-Kirche war ein evangelisches Gotteshaus im Leverkusener Stadtteil Rheindorf. Sie gehörte zur Kirchengemeinde Rheindorf im Kirchenkreis Leverkusen der Evangelischen Kirche im Rheinland.

## Geschichte
Nach Plänen von Professor Fritz G. Winter (Krefeld) und dem Architekten Bruno Höft wurde die Kirche im Jahre 1966 erbaut. Der Maler Lothar Quinte aus Karlsruhe entwarf das blaue Glasfenster. Der letzte Gottesdienst fand im Juni 2006 statt. Die Kirche wurde anschließend abgerissen. Heute befindet sich auf dem Gelände ein Discountmarkt.